# 小林市立三松小学校
小林市立三松小学校（こばやししりつ みまつしょうがっこう）は、宮崎県小林市堤にある公立の小学校。

## 概要
歴史
1873年（明治6年）創立。現校名となったのは1950年（昭和25年）。2023年（令和5年）に創立150周年を迎えた。
校章
中央に校名の頭文字である「三」の文字を配している。
校歌
作詞は黒木清次、作曲は海老原直による。歌詞は3番まであり、各番の歌詞中に校名の「三松校」が登場する。
校区
「南堤区、北堤区、水流迫区、西堤区、上町東区（並松添、西の原南）」。中学校区は小林市立三松中学校。

## 沿革
- 1873年（明治6年）5月 - 堤木場に「堤小学校」が創立。小林郷においては、小林郷校（小林小学校の前身）に次ぐ、2番目の創設であった。堤村と水迫流村を通学区域とした。
- 1874年（明治7年）- 「第八十二番堤小学校」に改称。
- 1876年（明治9年）9月 - 現在地（三本松、堤内侍塚3508番地）に移転の上、「三松小学校」に改称。
- 1886年（明治19年）- 小学校令施行により、簡易科（3年制）を設置の上、「簡易三松小学校」に改称。
- 1889年（明治22年）5月1日 - 町村制の施行により、西諸県郡2町（十日、五日）7村（細野、堤、水流迫、東方、真方、北西方、南西方）が合併の上、「小林村」が発足。
- 1890年（明治23年）- 尋常科（4年制）を設置の上、「尋常三松小学校」に改称。
- 1892年（明治25年）3月 - 「三松尋常小学校」と改称。
- 1903年（明治36年）5月 - 校舎を改築。敷地を拡張。
- 1908年（明治41年）4月 - 改正小学校令により、尋常科（義務教育年限）が4年制から6年制に改められる。尋常科5年を新設。
- 1909年（明治42年）4月 - 尋常科6年を新設。
- 1912年（大正元年）11月5日 - 町制施行により、「小林町」が発足。
- 1926年（大正15年）4月 - 木造2階建て校舎が完成。高等科（2年制）を併置の上、「三松尋常高等小学校」と改称。
- 1941年（昭和16年）4月1日 - 国民学校令の施行により、「小林町三松国民学校」に改称。尋常科を初等科に改める。
- 1945年（昭和20年）7月31日 - 沖縄県から集団疎開児童23名が来校し、宿泊を開始。
- 1946年（昭和21年）10月23日 - 集団疎開児童が沖縄に戻る。
- 1947年（昭和22年）- 学制改革が行われる（六・三制の実施）。
  - 4月1日 - 国民学校の初等科は、新制小学校「小林町立三松小学校」に改組・改称。
  - 5月8日 - 国民学校の高等科は、青年学校の普通科とともに、新制中学校「小林町立三松中学校」に改組・改称。当初、三松小学校に併置される。
- 1950年（昭和25年）4月1日 - 小林市の発足（小林町の市制施行）により、「小林市立三松小学校」（現校名）に改称。
- 1953年（昭和28年）3月 - 2階建ての中校舎を平屋に改修。
- 1957年（昭和32年）4月 - 南校舎の大改修が完了。
- 1959年（昭和34年）3月 - 校旗および校歌を制定。資料室を新築。
- 1962年（昭和37年）1月 - 完全給食を実施。
- 1964年（昭和39年）3月 - 中庭観察池を設置。
- 1967年（昭和42年）7月 - プールが完成。
- 1971年（昭和46年）3月 - 体育館が完成。
- 1973年（昭和48年）4月 - 特殊学級を設置。永久校舎（第一期工事）が完成。
- 1974年（昭和49年）
  - 5月 - 永久校舎（第二期工事）が完成。
  - 12月 - 創立100周年記念式典を挙行。
- 1976年（昭和51年）3月 - 永久校舎（第三期工事）が完成。
- 1978年（昭和53年）
  - 3月 - 体育館を改修。
  - 8月 - 北校舎と中校舎の間の渡り廊下が完成。
- 1979年（昭和54年）
  - 2月 - 永久校舎（第四期工事）が完成。
  - 8月 - 岩石園と流水園が完成。
- 1980年（昭和55年）3月 - ロッククライミング築山が完成。
- 1982年（昭和57年）2月 - 観察池が完成。
- 1985年（昭和60年）9月 - 新校舎の改築工事を開始。
- 1988年（昭和63年）2月 - 南校舎の増築工事（普通教室2）を完了。
- 1990年（平成2年）
  - 9月 - 週2回の米飯給食を開始。
  - 11月 - サイネリアを学校の花に、センダンを学校の木に制定。
- 1993年（平成5年）
  - 2月 - 運動場を拡張。
  - 9月 - 補助プールが完成。
- 1994年（平成6年）3月 - コンピュータ教室が完成。
- 1997年（平成9年）9月 - 資料室を設置。旧校歌記念碑が完成。
- 1998年（平成10年）11月 - ランチルームを改修。
- 2001年（平成13年）12月 - ランチゾーンが完成。
- 2006年（平成18年）1月 - プレハブ校舎1棟が完成。
- 2008年（平成20年）8月 - 北校舎の耐震補強工事が完了。

## 交通アクセス
最寄りの鉄道駅
- JR九州 吉都線・えびの高原線「広原駅」

最寄りのバス停
- 宮崎交通バス 「三松小前」停留所

最寄りの幹線道路
- 国道221号

## 周辺
- 小林市立三松中学校
- 三松簡易郵便局
- 三松公民館
- 小林警察署堤交番